# Kälapannsjön
Kälapannsjön är en sjö i Åre kommun i Jämtland och ingår i Indalsälvens huvudavrinningsområde. Sjön har en area på 1,67 kvadratkilometer och ligger 453,2 meter över havet.

## Delavrinningsområde
Kälapannsjön ingår i det delavrinningsområde (706338-138321) som SMHI kallar för Utloppet av Kälapannsjön. Medelhöjden är 563 meter över havet och ytan är 19,14 kvadratkilometer. Det finns inga avrinningsområden uppströms utan avrinningsområdet är högsta punkten. Vattendraget som avvattnar avrinningsområdet har biflödesordning 2, vilket innebär att vattnet flödar genom totalt 2 vattendrag innan det når havet efter 373 kilometer. Avrinningsområdet består mestadels av skog (73 procent) och sankmarker (11 procent). Avrinningsområdet har 1,67 kvadratkilometer vattenytor vilket ger det en sjöprocent på 8,7 procent.